# هيرواكي هيداكا
هيرواكي هيداكا (باليابانية: 広島タクシー運転手連続殺人事件) هو قاتل متسلسل ياباني، ولد في 17 أبريل 1962 في ميازاكي في اليابان، وتوفي في 25 ديسمبر 2006 في هيروشيما في اليابان بسبب شنق.